# Pugno d'acciaio (film)
Pugno d'acciaio (Sidekicks) è un film del 1992 diretto da Aaron Norris e interpretato da Jonathan Brandis, Beau Bridges, Mako, Joe Piscopo e Chuck Norris.